# Mico saterei
Mico saterei és una espècie de primat de la família dels cal·litríquids que viu al Brasil.